# Normichthys herringi
Normichthys herringi är en fiskart som beskrevs av Sazonov och Merrett 2001. Normichthys herringi ingår i släktet Normichthys och familjen Platytroctidae. IUCN kategoriserar arten globalt som otillräckligt studerad. Inga underarter finns listade i Catalogue of Life.